# Corny-sur-Moselle
Corny-sur-Moselle – miejscowość i gmina we Francji, w regionie Grand Est, w departamencie Mozela.
Według danych na rok 1990 gminę zamieszkiwało 1490 osób, a gęstość zaludnienia wynosiła 182 osób/km² (wśród 2335 gmin Lotaryngii Corny-sur-Moselle plasuje się na 272. miejscu pod względem liczby ludności, natomiast pod względem powierzchni na miejscu 732.).